# Crescentius de Theodora

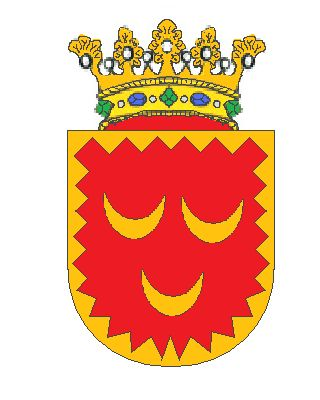
Später angenommenes Wappen der Crescentier

Crescentius de Theodora († 984 auf dem Aventin/Rom) war ein römischer Patricius und einflussreicher Politiker zur Zeit Kaiser Ottos II. Er stammte aus der Ende des 10. und Anfang des 11. Jahrhunderts Rom beherrschenden Dynastie der Crescentier. 

## Leben
Crescentius de Theodora wird manchmal auch als Crescentius I. bezeichnet, was dazu führt, dass dann sein Sohn Crescentius I. Nomentanus als Crescentius II. geführt werden muss. Er war Sohn des Johannes Crescentius und der Theodora II. von Tusculum sowie Bruder von Papst Johannes XIII. Aus seiner Ehe mit Sergia gingen zwei Söhne hervor, Crescentius I. Nomentanus und Johannes I. Crescentius, Graf von Terracina.
Crescentius de Theodora war 974 der Anführer einer Revolte gegen Papst Benedikt VI., die zur Wahl des Gegenpapstes Bonifatius VII. führte. Die Revolte brach jedoch durch das Eingreifen  Ottos II. zusammen und Bonifatius VII. musste zunächst nach Byzanz fliehen. Für Crescentius blieb dieser Fehlschlag jedoch ohne größere direkte Konsequenzen und seine Familie blieb weiterhin eine einflussreiche Größe in der römischen Politik.
Crescentius de Theodora starb als Mönch im Kloster SS. Bonifacio e Allessio (Alexius-Kloster) auf dem Aventin in Rom.